# Adam Trautman
Adam Trautman (geboren am 5. Februar 1997 in Williamsburg, Michigan) ist ein US-amerikanischer American-Football-Spieler auf der Position des Tight Ends. Er spielte College Football für die University of Dayton und steht seit 2023 bei den Denver Broncos unter Vertrag. Zuvor spielte Trautman drei Jahre lang für die New Orleans Saints.

## College
Trautman besuchte die Elk Rapids High School in Elk Rapids, Michigan. Dort spielte er Basketball und Football als Quarterback. Ab 2015 ging er auf die University of Dayton und spielte dort bis 2019 für die Dayton Flyers Football in der zweitklassigen NCAA Division I Football Championship Subdivision (FCS). Zunächst legte Trautman ein Redshirt-Jahr ein und wechselte auf die Position des Tight Ends. In der Saison 2016 kam er in allen elf Spielen zum Einsatz, davon siebenmal als Starter. Ab 2017 war Trautman durchgehend Stammspieler und in jeder Spielzeit der erfolgreichste Passempfänger seines Teams. In der Saison 2019 wurde er als Offensive Player of the Year in der Pioneer Football League ausgezeichnet. Insgesamt fing Trautman in seiner College-Karriere in 44 Spielen 178 Pässe für 2295 Yards Raumgewinn und 31 Touchdowns.

## NFL
Trautman wurde im NFL Draft 2020 in der dritten Runde an 105. Stelle von den New Orleans Saints ausgewählt. Damit war er der erste Spieler von Dayton seit Bill Westbeld in der elften Runde 1977, der in einem NFL Draft ausgewählt wurde und zudem der bis dahin am frühesten ausgewählte Spieler aus der Pioneer Football League. Als Rookie wurde Trautman neben Jared Cook und Josh Hill bei rund 37 % aller offensiven Spielzüge eingesetzt. Er stand in 15 Spielen der Regular Season auf dem Feld und fing dabei 15 Pässe für 171 Yards und in Woche 9 gegen die Tampa Bay Buccaneers einen Touchdownpass.
Nach dem Abgang von Jared Cook ging Trautman als Stammspieler auf der Position des Tight Ends in die Saison 2021. Er wurde vorwiegend als Blocker eingesetzt und fing in 13 Partien 27 Pässe für 263 Yards und zwei Touchdowns. In der Saison 2022 verlor er Spielzeit an Juwan Johnson, der als Passempfänger deutlich effektiver war, und fing 18 Pässe für 207 Yards und einen Touchdown, während er erneut vorrangig zum Blocken eingesetzt wurde.
Am dritten Tag des NFL Draft 2023 gaben die Saints Trautman und einen Siebtrundenpick im Austausch gegen einen Sechstrundenpick an die Denver Broncos ab. In der Saison 2023 fing er 22 Pässe für 204 Yards und zwei Touchdowns. Im März 2024 unterschrieb Trautman für zwei Jahre einen neuen Vertrag in Denver.

### NFL-Statistiken
| Saison                             | Team               | Spiele | Spiele | Receiving | Receiving | Receiving | Receiving | Receiving | Fumbles | Fumbles |
| Saison                             | Team               | GP     | GS     | Rec       | Yds       | Avg       | Lng       | TD        | Fum     | Lost    |
| ---------------------------------- | ------------------ | ------ | ------ | --------- | --------- | --------- | --------- | --------- | ------- | ------- |
| 2020                               | New Orleans Saints | 15     | 6      | 15        | 171       | 11,4      | 41        | 1         | 0       | 0       |
| 2021                               | New Orleans Saints | 13     | 10     | 27        | 263       | 9,7       | 32        | 2         | 1       | 1       |
| 2022                               | New Orleans Saints | 15     | 12     | 18        | 207       | 11,5      | 22        | 1         | 0       | 0       |
| 2023                               | Denver Broncos     | 17     | 12     | 22        | 204       | 9,3       | 24        | 3         | 0       | 0       |
| 2024                               | Denver Broncos     | 17     | 14     | 13        | 188       | 14,5      | 37        | 2         | 0       | 0       |
| Total                              | Total              | 77     | 54     | 95        | 1033      | 10,9      | 41        | 9         | 1       | 1       |
| Quelle: pro-football-reference.com |                    |        |        |           |           |           |           |           |         |         |